# Omikron Hydrae
Omikron Hydrae (ο Hydrae, förkortat Omikron Hya, ο Hya) som är stjärnans Bayerbeteckning, är en ensam stjärna belägen i den södra delen av stjärnbilden Vattenormen och hade Flamsteedbeteckningen 25 Crateris, men denna används inte längre av astronomer för att undvika förväxling. Den har en skenbar magnitud på 4,70 och är synlig för blotta ögat där ljusföroreningar ej förekommer. Baserat på parallaxmätning inom Hipparcosuppdraget på ca 7,3 mas, beräknas den befinna sig på ett avstånd på ca 449 ljusår (ca 138 parsek) från solen.

## Egenskaper
Omikon Hydrae är en blå till vit stjärna i huvudserien av spektralklass B9 V, som uppskattas ha avverkat 98,4 ± 1,1 procent av sin livstid i huvudserien. Den har en massa som är ca 3,6 gånger större än solens massa, en radie som är ca 4,2 gånger större än solens och utsänder från dess fotosfär ca 309 gånger mera energi än solen vid en effektiv temperatur av ca 10 500 K.